# 府川唯未
府川 唯未（ふかわ ゆみ、1976年5月22日 - ）は、日本の元女子プロレスラー。引退後はタレント、女優、ドッグライフカウンセラーとして活動。本名：田中由美、旧姓：府川由美。夫はプロレスラーの田中稔、長女の田中きずなもプロレスラー。ヴィヴィアン所属。

## 経歴
プロ入り前はレスリングで全日本女子選手権に2年連続で出場するなど活躍。1993年に身長152cmと小柄ながら全日本女子プロレスの新人オーディションに合格し、11月12日の後楽園ホール大会でデビューするも、2戦目で右鎖骨を骨折し、1年5か月の長期欠場に追い込まれる。欠場中はセコンドやレフェリーとして活動するが、復帰後はそのルックスからキューティー鈴木（JWP）と並ぶアイドルレスラーとして人気を集める。再デビュー当時はただ弱いだけのレスラーだったが、「返し技を覚えてから、府川の試合が面白くなった」と評価するファンも多い。
1997年8月20日の日本武道館大会で、当時タッグを組んでいた玉田りえ、かねてから、この日を最後に全女を退団するアジャ・コングとともに全女を退団。翌1998年、アジャが旗揚げしたアルシオンに入団（ライセンスナンバー6）、同時にリングネームを府川 由美から府川 唯未に変更。2月18日の旗揚げ戦（後楽園ホール）ではキャンディー奥津とのオープニングマッチを戦った。
アルシオンでは全女時代後半から興味を示していた関節技に磨きをかける。大向美智子とのタッグ「ナチュラル・ツインビー」、さらにラス・カチョーラス・オリエンタレス（三田英津子・下田美馬）とのユニット「VIP」で活動していた。しかし2000年7月16日の試合中に頭部に怪我を負ってしまい、急性硬膜下血腫とクモ膜下出血で一時は生命の危機にさらされた。幸いにも一命はとりとめたが、この怪我が原因でドクターストップがかかり、翌2001年3月20日の吉田万里子戦を最後に引退。
引退後はタレントとしてラジオやCMに出演、また田村潔司が主催する総合格闘技ジム「U-FILE CAMP」で基礎体力クラスのインストラクターに就任した。そのときの教え子のひとりに田村和宏がいる。
2002年1月18日、記者会見で田中稔との婚約を発表。同年6月8日に挙式および結婚披露宴を行った。
現役時代の府川が所属していたアルシオンは当時田中が所属していた格闘探偵団バトラーツと共同で興行を開催するなど友好関係にあり、また田中と府川もP★MIXトーナメント（2000年）で混合タッグを組み、準優勝の実績を残している。
田中との間には2004年に長女が誕生している。現在は2児の母。
2013年にプロレスリングWAVEに入団した飯田美花の指導に当たっている。12月15日のWAVE新木場大会ではセコンドに付いた（相手はアルシオン時代の後輩AKINO）。
2016年、自身のブログで甲状腺の乳頭がんを患っていることを公表。
2022年4月、長女のプロレスリングWAVE入門会見に夫・稔と同席。府川自身は過去の事故や病気などから反対ではあったが相談と説得から折れ、本人の希望がWAVEであることから、GAMIと相談したところWAVE入門生が決まった。デビューに関しては高校在学中のため学業を優先しながら卒業後が条件となった。

## 得意技
サブマリーナスープレックス
ジャベ・デ・フカワ
飛びつき式腕ひしぎ逆十字固め

## タイトル歴
- 全日本タッグ王座

## メディア出演

### 舞台
- 狂恋デカダンス - 八重役（2003年）
- 太極ベイビー - アイリン役（2004年）

### 映画
- Bird's Eye - 遥役（2003年）

### 書籍
- 裸のジャングル（芸文社）（1998年）
- ユミコーン（メディアファクトリー）（2003年）

### CM
- フマキラーベープリキッド（TVCF、スチル）
- 富士通携帯電話（TVCF、スチル）

### ラジオ
- スズキヤ提供 いってらっしゃい（湘南ビーチFM、火・水パーソナリティ）（2024年～）
- SHONAN BREEZE[sat]（湘南ビーチFM、アシスタント）（2024年～）

### 写真集
- アンバランス（ワニブックス）（1996年）
- APHRODITE（ゲオ出版）（1998年）
- Birth Of...（シンコーミュージック）（2002年）

### ビデオ
- APHRODITE in府川唯未（東芝EMI）（1998年）

### CD
- LEGEND OF GOLD（ワーナーミュージック・ジャパン）（1996年）
- GET MY ENDLESS（ワーナーミュージック・ジャパン）（1996年）
  - いずれもd-power（豊田真奈美、吉田万里子、伊藤薫、玉田りえとのユニット）としてである。